# Gustav Isaksen
Pour les articles homonymes, voir Isaksen.
Gustav Isaksen, né le 19 avril 2001 à Hjerk au Danemark, est un footballeur international danois qui évolue au poste d'ailier droit à la Lazio Rome.

## Biographie

### FC Midtjylland
Natif de Hjerk au Danemark, Gustav Isaksen est formé au sein du club du FC Midtjylland, où il joue en équipe de jeunes depuis les U12. Le 3 mai 2019, alors âgé de 18 ans, Isaksen signe son premier contrat professionnel, d'une durée de cinq ans, et se voit promu en équipe première pour la saison suivante,. Il joue son premier match en professionnel lors de la saison 2019-2020, le 25 août 2019 contre SønderjyskE. Il entre en jeu à la place d'Awer Mabil et son équipe s'impose sur le score de deux buts à zéro. Le 29 septembre suivant il connait sa première titularisation, lors d'une défaite face à l'Odense Boldklub en championnat (0-1). Il remporte son premier titre en étant sacré Champion du Danemark en 2019-2020.
Isaksen inscrit son premier but en professionnel le 11 février 2021, à l'occasion des quarts de finale aller de la coupe du Danemark face à l'Odense BK. Titularisé ce jour-là au poste d'ailier droit, il marque le but qui permet à son équipe de s'imposer (1-2 score final),.

### Lazio Rome
Le 8 août 2023, Gustav Isaksen quitte le FC Midtjylland afin de rejoindre l'Italie pour s'engager en faveur de la Lazio Rome.
Isaksen marque son premier but pour la Lazio le 29 décembre 2023, lors d'une rencontre de championnat face au Frosinone Calcio. Il entre en jeu et délivre également une passe décisive en plus de son but, permettant à son équipe de l'emporter par trois buts à un.

### En sélection
Gustav Isaksen est sélectionné à plusieurs reprises avec l'équipe du Danemark des moins de 17 ans, avec qui il inscrit notamment un doublé contre l'Allemagne le 7 octobre 2017, ce qui ne permet toutefois pas à son équipe de remporter la partie (les Danois sont défaits 3-4). Le 24 mars 2018 il ouvre le score lors d'un match qualificatif face à la France, contribuant à la victoire de son équipe (1-2). Avec cette sélection il est retenu pour disputer le championnat d'Europe des moins de 17 ans en 2018, qui est organisé en Angleterre. Il joue deux matchs en tant que titulaire lors de ce tournoi.
Gustav Isaksen joue son premier match avec l'équipe du Danemark espoirs le 4 septembre 2020, contre l'Ukraine. Il entre en jeu à la place de Rasmus Carstensen et les deux équipes se neutralisent (1-1 score final).
Le 15 mars 2024, Gustav Isaksen est convoqué pour la première fois avec l'équipe nationale du Danemark par le sélectionneur Kasper Hjulmand. Il remplace Andreas Skov Olsen, initialement dans la liste mais finalement forfait en raison d'une blessure. Il honore sa première sélection lors de ce rassemblement, le 26 mars 2024, lors d'un match amical face aux îles Féroé. Il entre en jeu à la place d'Anders Dreyer et son équipe s'impose par deux buts à zéro,.

## Statistiques
| Saison                | Club                  | Championnat           | Championnat | Championnat | Coupe(s) nationale(s) | Coupe(s) nationale(s) | Supercoupe | Supercoupe | Compétition(s) continentale(s) | Compétition(s) continentale(s) | Compétition(s) continentale(s) | Play-offs | Play-offs | Total | Total |
| Saison                | Club                  | Division              | M.          | B.          | M.                    | B.                    | M.         | B.         | Comp.                          | M.                             | B.                             | M.        | B.        | M.    | B.    |
| 2019-2020             | FC Midtjylland        | Superligaen           | 14          | 0           | 1                     | 0                     | -          | -          | -                              | -                              | -                              | -         | -         | 15    | 0     |
| 2020-2021             | FC Midtjylland        | Superligaen           | 22          | 1           | 5                     | 2                     | -          | -          | C1                             | 3                              | 0                              | -         | -         | 30    | 3     |
| 2021-2022             | FC Midtjylland        | Superligaen           | 30          | 5           | 6                     | 1                     | -          | -          | C1+C3+C4                       | 2+6+2                          | 2+0                            | -         | -         | 46    | 8     |
| 2022-2023             | FC Midtjylland        | Superligaen           | 31          | 18          | 1                     | 1                     | -          | -          | C1+C3                          | 4+8                            | 0+3                            | 1         | 0         | 45    | 22    |
| 2023-2024             | FC Midtjylland        | Superligaen           | 2           | 0           | -                     | -                     | -          | -          | C4                             | 1                              | 0                              | -         | -         | 3     | 0     |
| Sous-total            | Sous-total            | Sous-total            | 99          | 24          | 13                    | 4                     | 0          | 0          | -                              | 26                             | 5                              | 1         | 0         | 139   | 33    |
| 2023-2024             | Lazio Rome            | Serie A               | 28          | 3           | 3                     | 0                     | 1          | 0          | C1                             | 5                              | 0                              | -         | -         | 37    | 3     |
| 2024-2025             | Lazio Rome            | Serie A               | 37          | 4           | 2                     | 0                     | 0          | 0          | C3                             | 10                             | 2                              | -         | -         | 49    | 6     |
| Sous-total            | Sous-total            | Sous-total            | 65          | 7           | 5                     | 0                     | 1          | 0          | -                              | 15                             | 2                              | 0         | 0         | 86    | 9     |
| Total sur la carrière | Total sur la carrière | Total sur la carrière | 164         | 31          | 18                    | 4                     | 1          | 0          | -                              | 41                             | 7                              | 1         | 0         | 225   | 42    |

### Buts internationaux
| 0 | Date             | Lieu                                 | Adversaire      | Score | Résultats | Compétitions                |
| - | ---------------- | ------------------------------------ | --------------- | ----- | --------- | --------------------------- |
| 1 | 15 octobre 2024  | Kybunpark, Saint-Gall, Suisse        | Suisse          | 1-1   | 2 - 2     | Ligue des nations 2024-2025 |
| 2 | 15 novembre 2024 | Parken Stadium, Copenhague, Danemark | Espagne         | 0-1   | 1 - 2     | Ligue des nations 2024-2025 |
| 3 | 7 juin 2025      | Parken Stadium, Copenhague, Danemark | Irlande du Nord | 1-1   | 2 - 1     | Match amical                |

## Palmarès
FC Midtjylland
- Championnat du Danemark (1) :
  - Champion : 2019-20.

- Coupe du Danemark (1) :
  - Vainqueur en 2022.

### Distinctions personnelles
- Meilleur buteur du Championnat du Danemark en 2022-23 (18 buts)